# Andy Rooney
Andrew Aitken Rooney (Albany, 1919. január 14. – New York, 2011. november 4.) amerikai rádiós és televíziós író volt, aki leginkább az 1978 és 2011 között futott "A Few Minutes with Andy Rooney" című heti műsoráról volt ismert. Utolsó rendszeres szereplése a 60 Minutes című hírműsorban volt 2011. október 2-án; egy hónappal később, 92 éves korában halt meg.

## Élete
Rooney a New York állambeli Albanyban született Walter Scott Rooney (1888-1959) és Ellinor (Reynolds) Rooney (1886-1980) fiaként. Az Albany Akadémiára járt.

## Viták
Rooney számos olyan megjegyzést tett, amelyek heves reakciókat váltottak ki a rajongókból és a producerekből egyaránt.

## Halála
Rooney 2011. október 25-én kórházba került, miután egy nyilvánosságra nem hozott műtéti beavatkozás következtében komplikációk léptek fel. 2011. november 4-én, 92 éves korában halt meg, kevesebb mint öt héttel a 60 Minutes című műsorban való utolsó szereplése után.